# César Brandão
Antônio César Dornelas Brandão (mais conhecido como César Brandão), é um artista plástico brasileiro (17 de outubro de 1956, Santos Dumont, Minas Gerais). Reside e trabalha atualmente em Juiz de Fora, MG
https://www.cesarbrandao.com

## Exposições coletivas
- 1987—19a. Bienal Internacional de São Paulo - Curadoria de Sheila Leirner
- 1990—La Joven Estampa - Cuba
- 1992—500 Anos de Represión - Argentina
- 1993—Plans & Schemes - Curadoria de Guy Bleus - Bélgica
- 1997—Experiências & Perspectivas - Curadoria de Cláudia Renault - Casa dos Contos - Ouro Preto,MG
- 1998—Projeto ABRA – São Paulo, SP
- 1999—MERCOARTE – Argentina
- 1999—Arte Contemporânea sobre Papel - Curadoria de Tadeu Chiarelli - MAM, SP
- 2000—Macunaíma – FUNARTE, RJ
- 2004—040–Longo Trecho –  curadoria Sônia Salcedo e Neno Del Castillo - FUNARTE/ Museu Imperial -  Petrópolis, RJ
- 2006 - O PAPEL DO PAPEL - Lemos de Sá Galeria de Arte - Belo Horizonte - MG
- 2009 - MATERIALIDADE NA ARTE BRASILEIRA - Curadoria Paulo Alvares - Museu de Arte Murilo Mendes - Juiz de Fora - MG
- 2011 - MÚLTIPLOS OLHARES - curadoria de Sérgio Sabo - CCBM/Centro Cultural Bernardo Mascarenhas - Juiz de Fora - MG
- 2014 - MINAS, TERRITÓRIO DA ARTE - curadoria geral de Fernando Pedro - Grande Galeria do Palácio das Artes - BH/MG
- 2017 - 13ª SP ARTE - Fundação Bienal de São Paulo /  por Baró Galeria / São Paulo - SP
- 2019 - 15ª SP ARTE - Fundação Bienal de São Paulo / por Baró Galeria / São Paulo - SP

## Exposições individuais
- 1983—Galeria PCG – Belo Horizonte, MG
- 1987—Galeria Macunaíma - Rio de Janeiro, RJ
- 1991—Itaugaleria – Belo Horizonte, MG
- 1996—CCSP – Centro Cultural São Paulo, SP
- 1997—Funarte/ Espaço Alternativo, RJ
- 1999—Galeria Kolams – Belo Horizonte, MG
- 2000—CCBM – Juiz de Fora, MG
- 2005—Chácara D. Catarina – Cataguases, MG
- 2005 e 2006—Janelas Verdes Gabinete de Arte– Juiz de Fora, MG
- 2013 - "Homenagem a Kounellis" - instalação no Museu de Arte Murilo Mendes - MAMM - Juiz de Fora - MG
- 2016 - "Furto Proibido" - Centro Cultural Bernardo Mascarenhas - Juiz de Fora - MG
- 2017 - "Canteiro de Obras" - Baró Galeria - São Paulo - SP

## Salões
- 1980—ArteBoi 01 – Montes Claros, MG
- 1982—39º Paranaense - Curitiba, PR
- 1987—19º Nacional - Belo Horizonte, MG
- 1998—6º Victor Meirelles - Florianópolis, SC
- 2001—1° Cataguazes - Leopoldina, MG
- 2005—1° Cataguazes - Usiminas (itinerante)

## Premiações
- 1988—1a. Concorrência FIAT – Belo Horizonte, MG
- 1988—20º Salão Nacional de Arte - Belo Horizonte, MG – aquisição
- 1996—Prêmio Icatú – Referência do Júri - RJ
- 2005—1° Cataguazes - Usiminas – Referência especial

## Acervos
- MAM-SP
- MAC/USP
- Jens Olesen Collection (Coleção Jens Olesen)
- Coleção do Hospital Monte Sinai de Juiz de Fora - MG
- Hemominas - Centro Dr. Abrhão Hallak - Juiz de Fora - MG
- Hospital da Unimed Juiz de Fora - MG

## Publicações
- 2000—"Peças de Laboratório ou Ao Fogo dos Deuses" – Juiz de Fora:Edições Funalfa.
- 2007 - "Obras Comentadas da Coleção do MAM-SP" - Textos de Agnaldo Farias e Jorge Coli - pags. 12, 13, 14, 90 e 91
- 2009 - "Circuito Colecionador / Regina e Delcir da Costa" - pág. 194 - Editora C/Arte - Belo Horizonte - MG
- 2009 - "Modernos, Pós-Modernos, etc" - Organização Agnaldo Farias - Instituto Tomie Ohtake - São Paulo / SP
- 2015 - "Tronco a formar ponte sobre um rio" - Motirô Editora SP / Funalfa - JF / analisado por Adolfo Montejo Navas na Folha de S.Paulo